# Йордан Йорданов (футболист, р. 1992)
Вижте пояснителната страница за други личности с името Йордан Йорданов.
Йордан Йорданов (роден на 14 април 1992) е български футболист, полузащитник, състезател на Миньор (Перник).

## Отличия
- Купа на България – 1 път носител (2016) с ЦСКА (София)
- Шампион на Югозападна В група с ЦСКА (София) през 2015/2016 г.